# SaMBa-LDAP
 (février 2023).
Les logiciels Linux et Samba remplacent de plus en plus souvent[Quand ?] des contrôleurs principaux de domaine (PDC) sous MS-Windows.
Samba abrita longtemps[Quand ?] la base des comptes (d'utilisateurs, de machines comme de groupes, dite base SAM) dans un fichier plat. Il semblait souhaitable d'employer plutôt une base de données voire un annuaire afin de mettre ces informations à disposition de tous les services logiciels. De surcroît cela offre moyen de déployer plusieurs serveurs adossés à la même base, interdit les désynchronisations, épargne des doubles saisies et améliore les performances.
L'utilisation d'un annuaire facilite la gestion du mode dégradé donc l'établissement d'une architecture d'exploitation aux fonctions semblables à celles des BDC (Backup Domain Controller) de MS-Windows car il est facile de synchroniser des annuaires répondant au LDAP, donc d'en répartir les données. En pratique cela signifie que lorsque l'un des services d'annuaire n'est plus accessible les serveurs Samba sollicitent les autres.
Un logiciel libre nommé smbldap_tools, développé par IDEALX, assure ces services. L'annuaire des comptes ainsi créé permettra si nécessaire l’authentification Windows, Linux et Unix. Ces scripts perl sont directement interfacés avec un service conforme au LDAP et officiellement intégrés à Samba. La plupart des distributions Linux récentes intègrent le package smbldap-tools correspondant.
Un autre logiciel libre peut constituer une alternative aux smbldap-tools : il s'agit des ldapscripts (lien Sourceforge). Ils sont développés en shell et ne gèrent que les attributs POSIX des comptes, laissant à Samba le soin de gérer ses propres attributs dans l'annuaire. Ils peuvent également servir d'outils autonomes pour la gestion quotidienne de comptes d'utilisateurs ou de groupes dans un annuaire LDAP.